# Ferrari SF-24
De Ferrari SF-24 is een Formule 1-auto die gebruikt werd door het Formule 1-team van Ferrari in het seizoen 2024. De auto was de opvolger van de Ferrari SF-23. 
De SF-24 rijdt met een Ferrari-motor en werd online onthuld op 13 februari. De SF-24 wordt bestuurd door Charles Leclerc en Carlos Sainz jr. in respectievelijk hun zesde en vierde seizoen voor het team. Tijdens de tweede race van het jaar verving Ferrari de zieke Sainz in Saoedi-Arabië met Oliver Bearman.

## Resultaten
| Kleur   | Resultaat                       |
| ------- | ------------------------------- |
| Goud    | Winnaar                         |
| Zilver  | Tweede plaats                   |
| Brons   | Derde plaats                    |
| Groen   | Gefinisht (punten behaald)      |
| Blauw   | Gefinisht (geen punten behaald) |
| Blauw   | Niet geklasseerd (NC)           |
| Paars   | Uitgevallen (DNF)               |
| Rood    | Niet gekwalificeerd (DNQ)       |
| Zwart   | Gediskwalificeerd (DSQ)         |
| Wit     | Niet gestart (DNS)              |
| Blanco  | Gewond (INJ)                    |
| Blanco  | Uitgesloten (EX)                |
| Blanco  | Teruggetrokken (WD)             |
| Blanco  | Niet deelgenomen                |
| 1, 2, 3 | Sprint positie (punten behaald) |
| P       | Poleposition                    |
| S       | Snelste ronde                   |

| Jaar | Chassis en banden | Motor             | Coureurs         | 1   | 2   | 3   | 4   | 5   | 6   | 7   | 8   | 9   | 10  | 11  | 12  | 13  | 14  | 15  | 16  | 17  | 18  | 19  | 20  | 21   | 22  | 23  | 24  | Punten | WK-plaats |
| ---- | ----------------- | ----------------- | ---------------- | --- | --- | --- | --- | --- | --- | --- | --- | --- | --- | --- | --- | --- | --- | --- | --- | --- | --- | --- | --- | ---- | --- | --- | --- | ------ | --------- |
| 2024 | SF-24 P           | Ferrari 066/12 V6 |                  | BHR | SAR | AUS | JPN | CHN | MIA | EMI | MON | CAN | SPA | OOS | GBR | HON | BEL | NED | ITA | AZE | SIN | VST | MXS | SAP  | LSV | QAT | ABU | 652    | Zilver    |
| 2024 | SF-24 P           | Ferrari 066/12 V6 | Charles Leclerc  | 4   | 3S  | 2S  | 4   | 4   | 23  | 3   | 1P  | DNF | 5   | 711 | 14  | 4   | 3P  | 3   | 1   | 2P  | 5   | 41  | 3S  | 35   | 4   | 52  | 3   | 652    | Zilver    |
| 2024 | SF-24 P           | Ferrari 066/12 V6 | Carlos Sainz jr. | 3   | WD  | 1   | 3   | 5   | 5   | 5   | 3   | DNF | 6   | 53  | 5S  | 6   | 6   | 5   | 4   | 18† | 7   | 2   | 1P  | 5DNF | 3   | 46  | 2   | 652    | Zilver    |
| 2024 | SF-24 P           | Ferrari 066/12 V6 | Oliver Bearman   |     | 7   |     |     |     |     |     |     |     |     |     |     |     |     |     |     |     |     |     |     |      |     |     |     | 652    | Zilver    |

† — Coureur is niet gefinisht in de GP, maar heeft wel 90% van de race-afstand afgelegd, waardoor hij als geklasseerd genoteerd staat.